# Piotr Kościelny
Piotr Kościelny (ur. 1978 we Wrocławiu) – polski pisarz, prywatny detektyw i instruktor samoobrony.

## Życiorys
Urodził się i większą część życia spędził we Wrocławiu na Dolnym Śląsku. Przez kilkanaście lat prowadził własne biuro detektywistyczne. Zadebiutował jako pisarz w 2017 powieścią Zakon. W 2021 całkowicie poświęcił się pisarstwu. Tworzy powieści z pogranicza kryminału, thrillera i powieści sensacyjnej.

## Wydane książki[3]
- 2017: Zakon
- 2019: Zwierz; cykl Mikun (tom 1)
- 2020: Zaginiona
- 2020: Wybrany
- 2021: Skóra
- 2021: Łowca; cykl Komisarz Sikora (tom 1)
- 2022: Kuśnierz; cykl Mikun (tom 2)
- 2022: Dom
- 2022: Sidła; cykl Komisarz Sikora (tom 2)
- 2022: Decyzja
- 2023: Pokot; cykl Komisarz Sikora (tom 3)
- 2023: Układ
- 2023: Nagonka; cykl Komisarz Sikora (tom 4)
- 2023: Szymek
- 2024: Nielat
- 2024: Wybór
- 2024: Tranzyt
- 2024: Zły
- 2024: Potrzask; cykl Komisarz Sikora (tom 5)

## Nagrody
Powieść Dom (2022) zdobyła tytuł Książki Roku portalu Lubimyczytać.pl w kategorii: Kryminał, sensacja, thriller.
Powieść Szymek (2023) zdobyła tytuł Książki Roku portalu granice.pl w kategorii: Kryminał, sensacja, thriller.